# Carretera Luperón
La vía RD-5, conocida como carretera Luperón, es una carretera de la República Dominicana que conecta las provincias Santiago y Puerto Plata hasta Samaná. Bordea gran parte de la costa atlántica del país. Está categoriza como una carretera troncal por parte del Ministerio de Obras Públicas y Comunicaciones (MOPC).
Debe su nombre al héroe de la Restauración, Gregorio Luperón.

## Historia
La carretera Luperón fue construida alrededor de la década 1920, específicamente en septiembre de 1927 durante el gobierno del presidente Horacio Vásquez. Fue considerada una verdadera obra de ingeniería en su tiempo, aunque tuvo muchos problemas de derrumbes debido a la humedad y a las constantes precipitaciones.

## Problemas de deterioro
La carretera ha tenido muchos problemas de deterioros constantes debido a la precipitaciones y a los deslizamientos de tierras, tanto del área montañosa como del lado donde predominan los precipicios, 
últimamente se le han sumado las grandes erosiones en distintos lugares de la superficie de la carretera, donde la capa asfáltica pasó a ser cosa del pasado.
Esto en conjunto con la negligencia de las autoridades quienes se han mostrado incapaces de su mantenimiento.